# Вазописец Кассандры
Вазописец Кассандры (нем. Cassandra-Maler, англ. Cassandra Painter) — анонимный греческий вазописец, работал в Капуе в 4 веке до н. э. в краснофигурной технике. Известен своей мастерской кампанской вазописи.
Условное название вазописцу дал Джон Бизли в своем фундаментальном труде «Groups of Campanian Red-figure» 1943 года по краснофигурной шейной амфоре, изображающей сцену похищения Кассандры из алтаря Аяксом, справа — фигура Афины. По выражению Бизли, эта амфора — «одна из лучших кампанских ваз», ныне она хранится в Музее Кампани. Кроме того, вазописец Кассандры известен как последний мастер сианских чаш.
Работы вазописца Кассандры подобны работам вазописца Ясона, однако в отличие от последнего он предпочитал вазы больших габаритов, и текстуры его работ характеризуется большей мягкостью. Хотя он вполне мог быть учеником вазописца Ясона. Фигуры, изображаемые вазописцем Кассандры, преимущественно очень статичны, будто замершие, однако пропорции тел тщательно выверены. Особым является и то, что у всех фигур тщательно прорисованы стопы и даже каждый палец, хотя руки обыкновенно неуклюжи и выглядят слабыми.